# Odonteus darlingtoni
Odonteus darlingtoni är en skalbaggsart som beskrevs av Wallis 1928. Odonteus darlingtoni ingår i släktet Odonteus och familjen Bolboceratidae. Inga underarter finns listade i Catalogue of Life.